# 啟動子
在遺傳學中，啟動子是指一段能使特定基因進行轉錄的DNA序列。啟動子可以被RNA聚合酶辨認，并开始转录合成RNA。在RNA合成中，啟動子可以和调控基因转录的转录因子产生相互作用，控制基因表达（转录）的起始时间和表达的程度，包含核心启动子区域和调控区域，就像“开关”，决定基因的活动，繼而控制細胞开始生產哪一種蛋白質。
启动子位于控制基因表达的调控序列中、基因转录起始位点的上游（朝向DNA編碼股的5′方向），长约100~1000个碱基对。启动子本身并无编译功能，但它拥有对基因轉譯胺基酸的指挥作用，就像一面旗帜，其核心部分是非編碼區上游的RNA聚合酶结合位点，指挥聚合酶的合成，这种酶指导RNA的复制合成。因此该段位的启动子发生突变（变异），将对基因的表达有着毁灭性作用。
完全的啟動子稱為規範序列。

## 啟動子元件 (promoter element)
啟動子代表一些重要的元件可以與其他調節區域（如增強子、沉默子、邊界元件或絕緣子）合作一致，以主導基因轉錄的水平。由於啟動子一般都是在基因的上游，啟動子所在的位置或是轉錄起始點會由+1開始編號。上游的位置所以都是由+1逆數的負數，例如-100就是位置100的上游鹼基對。以下是各種啟動子：
- 核心啟動子是引發轉錄的必要部份及轉錄起始點，位置約為-35。且是RNA聚合酶的結合位點及一般轉錄因子結合位點。
- 近端啟動子是基因的近端序列上游，包括一些基本的調控元件，位置約為-250，且是特定轉錄因子結合位點。
- 遠處啟動子是基因的遠處序列上游，包括一些額外的調控元件，影響力較近端啟動子弱。它是在上游更遠的位置（但不是位置性的增強子或調控區域），是特定轉錄因子結合位點。

啟動子規範序列的用途一般都是有問題的，且可引致對啟動子序列的誤解。在規範序列中，轉錄因子結合位點在特定細胞情況下有一個單獨的序列會與蛋白質牢固地結合。但是自然選擇會偏向較低能量的結合，作為一種調節轉錄輸出。這種最普遍的序列稱為野生型序列。這縱然不是最有利的序列，最近證據顯示多種基因（包括原癌基因）都有G四股結構作為潛在調控信號。
在演化生物學的一個主要問題是修補啟動子序列在演化過程中的重要性，例如人類血統從黑猩猩分開後的改變。某些演化生物學家建議啟動子的演化或調節區域可能比序列編碼更重要。

## 啟動子序列

### 原核生物啟動子
在原核生物中，啟動子包含兩個短序列位於從轉錄起結點起計的-10及-35上游位置。位於-10的序列稱為普里布諾框或-10元件，及通常包含6個核苷TATAAT。普里布諾框在開始轉錄是絕對必要的。其他位於-35的序列通常包含6個核苷TTGACA。它的出現可以幫助非常高的轉錄率。一些啟動子含有所謂的「延伸-10元件」（同源序列5'-TGNTATAAT-3'），從這些元件開始，-35元件在轉錄時顯得不重要。上述的啟動子結構只有以原核生物RNA聚合酶的σ-70形式來辨認。原核生物RNA聚合酶複合物連同其他σ因子可以辨認不同的核心啟動子序列。
启动子是一段位于结构基因5‘端的上游区的DNA序列，能活化RNA聚合酶，使之与模板DNA准确地结合并具有转录起始的特异性。
以下是核苷出現的概率：
| 序列    | 核苷 | 核苷 | 核苷 | 核苷 | 核苷 | 核苷 |
| -10序列 | T    | A    | T    | A    | A    | T    |
| ------- | ---- | ---- | ---- | ---- | ---- | ---- |
| -10序列 | 77%  | 76%  | 60%  | 61%  | 56%  | 82%  |
| -35序列 | T    | T    | G    | A    | C    | A    |
| -35序列 | 69%  | 79%  | 61%  | 56%  | 54%  | 54%  |

### 真核生物啟動子
真核生物啟動子是極端的分化及很難表現其特徵。它們一般處於基因的上游及有著遠離轉錄起始點的調控元件。轉錄複合物可以引起去氧核糖核酸（DNA）向自己屈曲，以容許放置調控序列。很多真核生物啟動子，但不是全部，都包含一個TATA盒（序列TATAAA）會與TATA結合蛋白結合，以協助形成RNA聚合酶轉錄複合物。TATA盒一般會處於非常接近轉錄起始點（通常於50個鹼基對以內）。
真核生物啟動子調控序列一般與轉錄因子結合，當中涉及形成轉錄複合物。一個例子是E盒（序列CACGTG），它會與鹼性螺旋-環-螺旋（bHLH）的轉錄因子結合。

## 結合
啟動子序列（P）與σ因子RNA聚合酶複合物（R）的結合涉及兩個步驟：
{\displaystyle {\mbox{R}}+{\mbox{P}}\leftrightarrow {\mbox{RP}}_{\mbox{(closed)}}}
{\displaystyle {\mbox{RP}}_{\mbox{(closed)}}\rightarrow {\mbox{RP}}_{\mbox{(open)}}}

## 與啟動子功能變異有關的疾病
以下是從人類孟德爾遺傳學（OMIM）證實與啟動子故障有關，不論是因啟動子序列直接突變或是轉錄因子或轉錄共激發因子的突變。而多種癌症都沒有列下是因為從染色體易位產生嵌合基因：
- 哮喘[3][4]

- β地中海貧血[5]

- 魯賓斯坦泰比症候群[6]

要留意的是在病原學上大部份的疾病都是異質的，而在分子層面上一種疾病往往是指多種疾病，縱然它們的病徵及治療方法一致。疾病對治療有不同的反應，是因背後分子源頭的差異，這會是藥物遺傳學的範疇。